# Girls Trip
Girls Trip (Plan de Chicas en España y Viaje de chicas en Hispanoamérica) es una película de comedia romántica dirigida por Malcolm D. Lee. La película está protagonizada por Regina Hall,  Tiffany Haddish Queen Latifah, Jada Pinkett Smith, Larenz Tate y Mike Colter y producida por Will Packer. La película fue estrenada el 21 de julio de 2017 por Universal Pictures.

## Sinopsis
La película cuenta la historia de cuatro amigas de toda la vida que viajan a Nueva Orleans para la reunión del Festival de Música Essence, donde las hermandades se reavivan y los lados salvajes son redescubiertos.

## Reparto
- Regina Hall como Ryan Pierce.[1]
- Queen Latifah como Sasha Franklin.
- Jada Pinkett Smith como Lisa Cooper.
- Tiffany Haddish como Dina.[3]
- Larenz Tate como Julian.[1]
- Mike Colter como Stuart.[4]
- Kofi Siriboe
- Mariah Carey

## Producción
En febrero de 2014, Universal anunció que el director Malcolm D. Lee y el productor Will Packer colaborarían en una futura película tentativamente titulada Girls Trip con la guionista de South Park Erica Rivinoja adjunta a la escritura del guion. En mayo de 2016, Universal comunicó la fecha de estreno el 11 de agosto de 2017 para la película. También se informó de que Regina Hall sería la protagonista de la película y Kenya Barris y Tracy Oliver estaban reescribiendo el guion. Queen Latifah y Jada Pinkett Smith se unieron al elenco a principios de junio de 2016, con Larenz Tate integrando el elenco más tarde ese mes. La fecha de lanzamiento fue trasladada al 21 de julio de 2017, mientras la fotografía principal comenzó a finales de junio de 2016, en Nueva Orleans, Luisiana y se incluye la filmación del Festival de Música Essence de 2016.